# 四百擊
《四百擊》（法語：Les quatre cents coups）是法蘭索瓦·楚浮導演的1959年法國電影。
特吕弗是按照他少年时期的坎坷经历，拍摄了这部自传性质的电影。

## 概要
本片可說是楚浮的半自傳式作品。杜魯福並把此片獻給當年帶自己離開教導所的著名影評家安德烈·巴贊。而本片也是在巴贊因白血病去世當天（1958年11月11日）正式開拍的，並於1959年4月完成。
片名所指的「四百擊」（Les Quatre Cents Coups，直譯則為「毆打、打撃四百次」之意），則是以法文中的慣用句「faire les quatre cents coups」（意指「度過無所顧忌、放縱的生活」）為由來。
由於本片的成功，導演楚浮後來到1979年之間陸續拍攝了以本片主角「安坦·德瓦聶」（Antoine Doinel）為主人翁的多部後續性質電影，包括本片在內共有五部，且均由同一位演員尚-皮耶·李奧擔任演出。

## 劇情大綱
對12歲的少年安坦·德瓦聶（Antoine Doinel）來說，生活就是連續的痛苦。不僅在學校成績差，還因為愛惡作劇挨老師的罵。在家裡，則得面對嚴格的母親，以及因為賺不到多少錢，而在家中抬不起頭來的父親。
有一次班上同學在上課時傳閱裸女照，但傳到安坦時就被老師發現，結果受罰的則是安坦。
安坦快要遲到，決定與好友蘭尼逃學，卻遇見母親和男人擁吻。安坦打算寫告假信，後來父親回家，母親以加班作帳為理由晚歸，留下安坦與父親單獨用餐。
第二天一早，安坦離家上學後有同學來探望安坦，令安坦父母得悉安坦逃學。安坦回校竟跟老師說「我媽死了」。安坦的父母來到學校，責罰安坦。安坦在家中留下一封信後離家出走，蘭尼建議他在印刷廠過夜。
早上，安坦上課時被母親接回家中。安坦母親試圖和安坦談心，又說安坦下次的作文若是全班首五名便獎賞他。安坦讀巴爾札克的作品，迷上了，想紀念巴爾札克，卻不慎引起一場小火災。父親发火和安坦爭執，母親提議去看電影緩和氣氛。
安坦作文，被老師指責他抄襲巴爾札克的作品；蘭尼為安坦而和老師爭執。安坦決定不回家，寄居在蘭尼家裏。蘭尼父母常不在家。蘭尼和安坦沒有錢，決定到安坦父親的辦公室偷打字機，但不能賣出，還險些被搶去。安坦決定放回辦公室，竟被逮捕。
安坦父親將安坦帶到警局，並輾轉將安坦送往教導所。安坦父親說以後不想再理會安坦，其母又以為安坦四處宣揚她的醜事。
一次，教導所的少年出外踢球，安坦逃走了。他一直跑到海灘，看到他以前不曾看過的海，感到迷茫。這個用三個長鏡頭結合而成的結尾畫面，如今也成為電影史上的經典一幕。

## 演員
- 尚-皮耶·李奧：安坦·德瓦聶(Antoine Doinel)，性格叛逆，週六喜歡看電影，偶爾會說謊
- Claire Maurier：Gilberte Doinel，安坦之母，有婚外情，是未婚媽媽
- Albert Remy：Julien Doinel，安坦之父（非親生）
- Guy Decomble：法語老師
- Patrick Auffay：蘭尼(Rene Bigey)，安坦的好友
- Georges Flamant：Monsieur Bigey，蘭尼的父親，終日在馬會工作
- 頑童：Daniel Couturier, Francois Nocher, Richard Kanayan, Renaud Fontanarosa, Michel Girard, Henry Moati, Bernard Abbou, Jean-Francois Bergouignan, Michel Lesignor；
- Avec Luc Andrieux, Robert Beauvais, Bouchon, Christian Brocard, Yvonne Claudie, Marius Laurey, Claude Mansard, Jacques Monod, Pierre Repp, Henri Virlojeux。

## 工作人員
- 攝影：Jean Rabier
- 助理：Alain Levent
- 劇照：stills：Andre Dino
- 成音：Jean-Claude Marchetti、Jean Labussiere
- 美術指導：Bernard Evein
- 改編、對白：Marcel Moussy
- 助導：菲力浦德普勞加(Philippe de Broca), Alain Jeannel, Francis Cognany, Robert Bober

## 榮譽
它是法國第一部在坎城影展得獎的新浪潮電影，它奪得了坎城電影節的最佳導演大獎。亦是杜魯福首部長片。